# Pavlovkai-víztározó
A Pavlovkai-víztározó (oroszul: Павловское водохранилище [Pavlovszkoje vadahranyiliscse]) mesterséges tó az oroszországi Ufa folyó középső szakaszán, Baskíriában. 

## Leírása
A víztározó a Déli-Urál nyugati előterében, az Ufai-plató vidékén terül el. Az Ufa folyón a Pavlovkai-vízerőmű duzzasztógátjának megépítésével hozták létre. Vízzel feltöltése 1959–1961 között történt.
A duzzasztómű a torkolattól 170 km-re fekvő Pavlovka településnél épült, Baskíria fővárosától, Ufától a folyón fölfelé. A hajózást zsiliprendszer biztosítja. 
A gát mögött a folyón 150 km hosszan (Mullakajevo faluig) elnyúló víztározó legnagyobb szélessége 1750 m, közepes szélessége 770 m; átlagos mélysége 11,7 m, legnagyobb mélysége 35 m. Teljes vízbefogadó képessége 1,41 km³, a víztükör területe 117 km². Novembertől májusig befagy, február-márciusban a jégpáncél vastagsága 70–80 cm. Az Ufán kívül a víztározóba torkolló legnagyobb folyó a Jurjuzany.
A vízerőmű és a víztározó a elektromos áram termelésén kívül a folyó árhullámainak szabályozását és Ufa város vízellátásának javítását szolgálja. 